# Demodulation
Demodulation ist die Wiedergewinnung des Nutzsignals im Basisband, das zuvor durch Modulation auf einen Träger aufmoduliert wurde.
Dazu ist, abhängig von der Modulationsart und von der Belegung des Frequenzbandes mit parallelen Übertragungen, Kenntnis über bestimmte Parameter nötig, z. B. über:
- die Frequenz und den Phasenwinkel des Trägers
- den Modulationsindex der Modulation:
  - Frequenzmodulationsindex
  - Phasenmodulationsindex oder
  - Amplitudenmodulationsindex
- die Bandbreite und ggf. die Symbolrate des Nutzsignals.

Für stabile Parameter reicht eine einmalige Mitteilung, weniger stabile müssen aus dem empfangenen Hochfrequenz-Signal ermittelt werden. Dabei helfen verbliebene Anteile des Trägers, Pilottöne und / oder Nullsymbole.
Das Nutzsignal im Basisband kann im Empfänger anders repräsentiert sein als im Sender, etwa als Verlauf eines Tastverhältnisses oder als Abfolge binär codierter Zahlen statt eines Spannungsverlaufs.
Schaltungen zur Demodulation werden Demodulator genannt und solche, die sowohl Modulator als auch Demodulator enthalten, abkürzend Modem.
Für Geschichte, Bedeutung und Verfahren siehe Modulation.